# Marie-Pauline Soyer
Marie-Pauline Soyer, o Pauline Landon, nacida Marie-Pauline de Saint-Yves Landon (Caen, 26 de abril de 1786 - París, 30 de enero de 1871) fue una grabadora francesa.

## Biografía

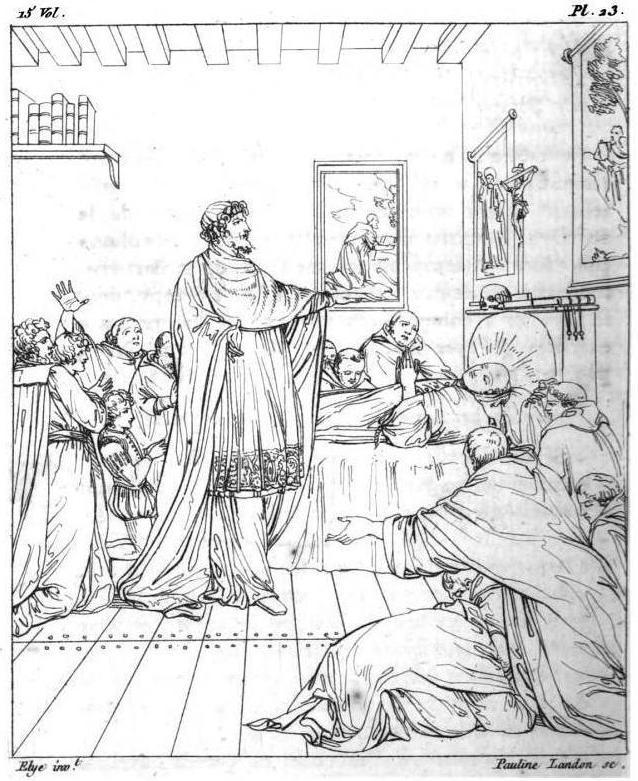
Muerte de Jean de La Barrière, grabado de Pauline Landon a partir de una vidriera del claustro parisino de los Feuillants

Pauline Landon fue hija de Charles Paul Landon y alumna de François-Urbain Massard. Como grabadora, se especializó en el trabajo al buril. Colaboró en la obra de Alexandre Laborde Voyage de l´Espagne, publicada en 1818, realizando copias de cuadros de grandes maestros españoles.
Habiéndose casado con el librero de su padre, fue la madre del pintor y grabador Paul-Constant Soyer (1823-1903).